# Републикански път III-908
Републикански път IIІ-908 е третокласен път, част от Републиканската пътна мрежа на България, преминаващ изцяло по територията на Бургаска област. Дължината му е 40 km.
Пътят се отклонява надясно при 281 км на Републикански път I-9 при пътен кантон Босна и се насочва на запад по билото на странджанския рид Босна. След като премине покрай село Варовник пътят слиза по западния склон на рида в дълбоката долина на Факийска река, изкачва се по западния склон на долината и на 5 km след разклона за село Голямо Буково се съединява с Републикански път II-79 при неговия 50,9 km.
| Пътища, отклоняващи се надясно (населено място, № на пътя, посока на пътя) | km   | Пътища, отклоняващи се наляво (посока на пътя, № на пътя, населено място) |
| -------------------------------------------------------------------------- | ---- | ------------------------------------------------------------------------- |
| Община Малко Търново, I-9, 281 km, п.к. Босна →                            | 0,0  | → п.к. Босна, 281 km, I-9, Община Малко Търново                           |
|                                                                            | 10   | → общински път (за с. Близнак)                                            |
| Община Средец                                                              | 19,1 | Община Средец                                                             |
| (за с. Варовник) общински път ←                                            | 22,7 |                                                                           |
|                                                                            | 35   | → общински път (за с. Голямо Буково)                                      |
| (до гр. Бургас) II-79, 50,9 km ←                                           | 40,0 | ← 50,9 km, II-79 (от гр. Елхово)                                          |